# East Custer (Dakota del Sur)
East Custer es un territorio no organizado ubicado en el condado de Custer en el estado estadounidense de Dakota del Sur. En el Censo de 2010 tenía una población de 1693 habitantes y una densidad poblacional de 0,81 personas por km².

## Geografía
East Custer se encuentra ubicado en las coordenadas 43°40′44″N 103°9′00″O / 43.67889, -103.15000. Según la Oficina del Censo de los Estados Unidos, East Custer tiene una superficie total de 2095.45 km², de la cual 2091.56 km² corresponden a tierra firme y (0.19%) 3.89 km² es agua.

## Demografía
Según el censo de 2010, había 1693 personas residiendo en East Custer. La densidad de población era de 0,81 hab./km². De los 1693 habitantes, East Custer estaba compuesto por el 93.56% blancos, el 0% eran afroamericanos, el 3.01% eran amerindios, el 0.18% eran asiáticos, el 0% eran isleños del Pacífico, el 0.65% eran de otras razas y el 2.6% pertenecían a dos o más razas. Del total de la población el 2.89% eran hispanos o latinos de cualquier raza.